# Hot Hot Hot!!!
Hot Hot Hot!!! è un singolo del gruppo musicale britannico The Cure, pubblicato l'8 febbraio 1988 come quarto estratto dal settimo album in studio Kiss Me, Kiss Me, Kiss Me.
Il brano raggiunse la posizione numero 45 della Official Singles Chart britannica, riscuotendo maggiori consensi in Irlanda (numero 18 in classifica), e in Spagna, dove entrò nella Top 10 (numero 8 in classifica).

## Descrizione
Hot Hot Hot!!! venne scritto da Robert Smith con l'intento di assomigliare ad un brano degli Chic, utilizzando un ritmo funky incalzante, che lasciò perplessi i fan più accaniti dei Cure.

## Accoglienza
In una recensione del singolo apparsa su NME nel 1988, Steve Lamacq criticò in particolare il missaggio dance della canzone. Stewart Mason di AllMusic descrisse la canzone come il "peggiore" dei singoli estratti dall'album, aggiungendo quanto oggi sembri datata e criticando sia l'esecuzione vocale di Smith che il testo della canzone.

## Video musicale
Come per gli altri singoli tratti dall'album, il videoclip della canzone venne diretto da Tim Pope, ed è stato descritto come "volutamente ridicolo". Girato in bianco e nero, mostra la band in qualità di "nani" vestiti con abiti in stile anni cinquanta.

## Tracce
7" Elektra / 7-69424 USA
1. Hot Hot Hot!!! (Remix) - 3:33
2. Hey You!!! (Remix) - 2:23

MC Elektra / 9 66783-4 USA
1. Hot Hot Hot!!! (Remix) - 3:33
2. Hey You!!! (Extended Remix) - 4:06

12" Fiction / Ficsx 28 UK
1. Hot Hot Hot!!! (Extended Remix) - 7:03
2. Hot Hot Hot!!! (Remix) - 3:33
3. Hey You!!! (Extended Remix) - 4:06

- Remix ad opera di François Kevorkian

## Formazione
- Robert Smith - voce, chitarre, tastiere
- Lol Tolhurst - tastiere
- Porl Thompson - chitarre, tastiere
- Simon Gallup - basso
- Boris Williams - batteria, percussioni

## Successo commerciale
All'inizio del 1988, il singolo trascorse tre settimane nella Official Singles Chart, raggiungendo come massimo risultato la quarantacinquesima posizione il 20 febbraio dello stesso anno. Negli Stati Uniti d'America, il brano raggiunse il numero 68 nella Billboard Hot 100, mentre una versione remix della traccia ad opera di François Kevorkian si classificò in undicesima e cinquantesima posizione nelle classifiche Dance Club Songs e Dance Singles Sales rispettivamente.